# Arlis Perry
Arlis Kay Perry (22 février 1955 - 12 octobre 1974)  est une étudiante américaine de 19 ans récemment mariée, qui a été assassinée à l'intérieur de la Stanford Memorial Church, église située au sein de l'université Stanford en Californie, le 12 octobre 1974. Le meurtre est resté non résolu pendant plus de quarante ans avant que la police ne déclare Stephen Blake Crawford, un garde de sécurité à Stanford qui avait découvert le corps en 1974, en être l'auteur à la suite d'un profilage ADN en 2018. Il s'est suicidé avant que la police ne procède à la perquisition de son domicile.

## Victime
Arlis Kay Dykema a grandi à Bismarck, dans le Dakota du Nord, où elle et Bruce Duncan Perry entretenaient une relation amoureuse depuis le lycée. Ils se sont mariés en août 1974, six semaines avant la mort d'Arlis. Ils ont ensuite déménagé sur le campus de l'université Stanford, Bruce pour y suivre sa deuxième année de médecine et Arlis pour un emploi de réceptionniste dans un cabinet d'avocats de la région.

## Meurtre

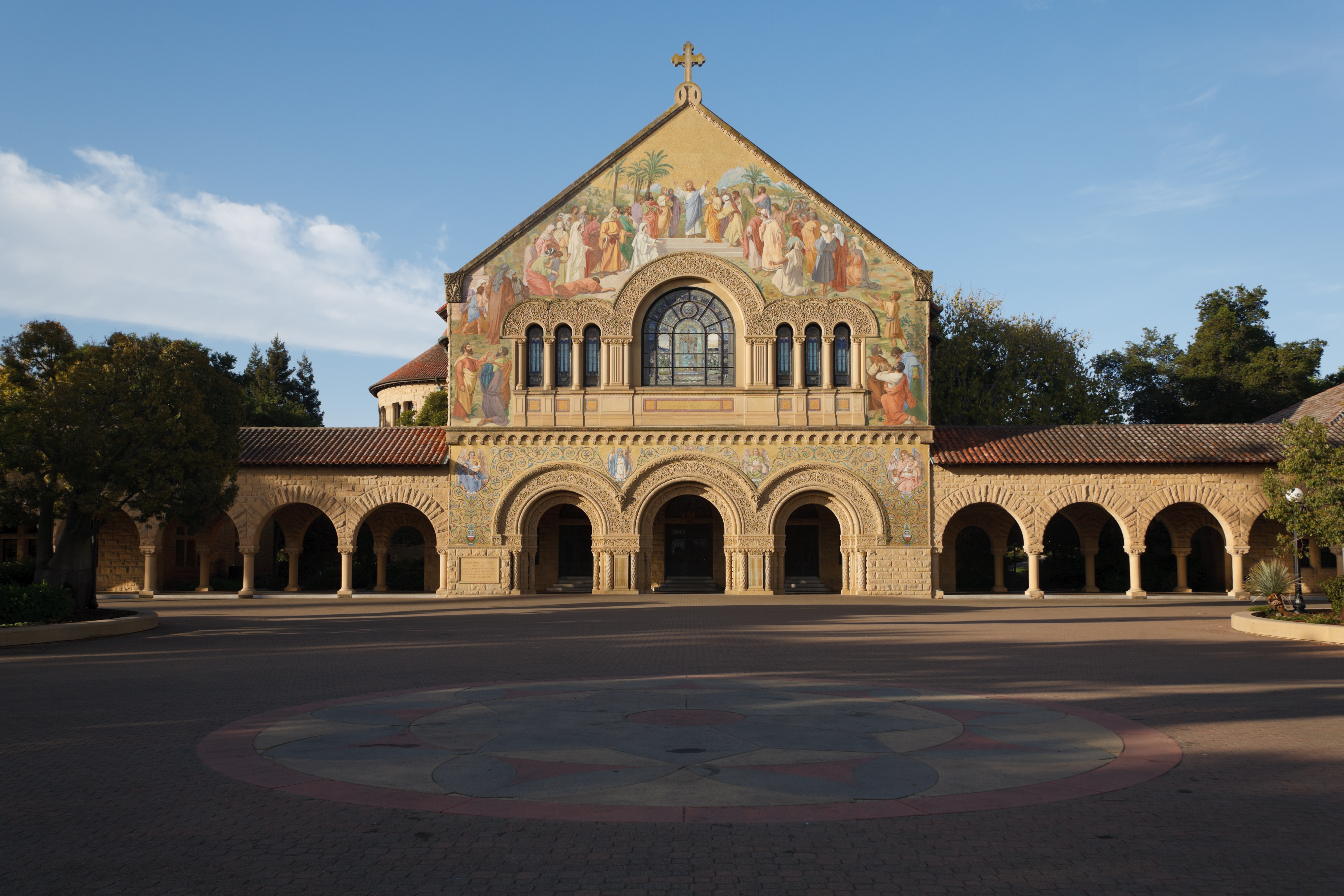
Église commémorative de Stanford

Vers 23h30, le 12 octobre 1974, Arlis et Bruce Perry se sont disputés à propos de la pression des pneus de leur voiture lors d'une promenade sur le campus. Arlis a alors dit à son mari qu'elle voulait prier seule à l'intérieur de l'église commémorative de Stanford, et ils sont partis chacun de leur côté.
Bruce s'est inquiété de ne pas voir sa femme rentrer chez elle et finalement, à 3 heures du matin, a  appelé la police de Stanford pour signaler sa disparition. Des agents du bureau du shérif du comté de Santa Clara se sont rendus à l'église et ont signalé que toutes les portes extérieures étaient verrouillées.
Stephen Crawford, agent de sécurité du campus et ancien policier de Stanford, a affirmé avoir retrouvé le corps d'Arlis vers 5 h 45, dans le transept est de l'église, près de l'autel,.Elle était allongée sur le dos, les mains croisées sur sa poitrine. Un pic à glace dépassait de l'arrière de sa tête, mais il manquait la poignée.On nota également des traces d'étrangementLa police a observé que le corps était dénudé de la taille aux pieds. Un cierge d'autel d'un mètre de long a été insérée dans son vagin et un autre posé entre ses seins,.Son jean avait été déposé sur ses jambes en formant un motif en losange, la disposition faisant penser à un symbole maçonnique ou mystique.

## Enquête
Crawford a déclaré à la police qu'il avait fermé l'église peu après minuit et n'avoir remarqué aucune activité. Il a également affirmé avoir revérifié les portes vers 2 h du matin et constaté qu'elles étaient toujours verrouillées. Lorsque l'agent de sécurité a voulu ouvrir les portes de l'église à 5 h 45 pour les fidèles, il a trouvé celle côté ouest ouverte et forcée de l'intérieur.
Les enquêteurs ont trouvé du sperme sur un coussin de prière près du corps de la victime et une empreinte partielle de paume sur l'un des cierges. Le bureau du shérif du comté de Santa Clara a exclu tout lien avec trois meurtres précédents dans la région datant de février 1973 (ces trois crimes ont ensuite été attribués à John Getreu ). Le mari, Bruce Perry était un suspect naturel, mais a finalement été disculpé, l'empreinte de paume ne correspondant pas et ayant réussi un test au détecteur de mensonge (ou polygraphe). Il en fut de même pour l'agent Crawford.
Au moins sept personnes ont fréquenté la Stanford Memorial Church dans la nuit du 12 octobre au 13 octobre 1974; dont Bruce Perry et l'agent Stephen Crawford. Quatre autres personnes ont été identifiées ; mais pas la dernière. Un passant a toutefois témoigné qu'il s'agissait d'un jeune homme aux cheveux couleur sable, sur le point d'entrer dans l'église vers minuit. Il ne portait pas de montre, était de taille moyenne et mesurait environ un mètre quatre-vingt.

## Affaire non résolue et épilogue
L'affaire a régulièrement donné lieu à des investigations en tant qu'affaire non résolue par l'unité des cold case du bureau du procureur et du shérif du comté de Santa Clara de 1974 à 2018.
En 2018, Stephen Crawford a pu être définitivement lié au meurtre à la suite d'un test ADN , grâce aux progrès techniques de police scientifique. Le 28 juin, alors que la police se présente à la résidence de Crawford à Camden Avenue à San Jose, en Californie, à 20 miles de l'université Stanford avec un mandat de perquisition, Crawford a verrouillé sa porte et s'est suicidé avec un pistolet avant de pouvoir être arrêté,.

## Lien présumé avec le fils de Sam
Le tueur en série David Berkowitz a mentionné le meurtre d'Arlis Perry dans quelques lettres. Il prétendit qu'il avait eu connaissance des détails du crime par un homme connu sous le nom de « Manson II », qu'il signala être le coupable du meurtre. Il semble donc relier cette affaire à la secte de Charles Manson et à des rites sataniques.
Dans le San Jose Mercury News, Jessie Seyfer a rapporté que « les enquêteurs ont interviewé Berkowitz en prison et pensent maintenant qu'il n'a rien de valeur à offrir » concernant l'affaire Perry. Cependant, le journaliste d'investigation Maury Terry a révélé que Berkowitz avait fourni des informations sur l'affaire sans y être invité, écrivant en 1979 : « Arliss [sic] Perry, chassée, traquée et assassinée. Suivie en Californie. Stanford Univ. ».
Maury Terry a interviewé les amis d'Arlis Perry à Bismarck, découvrant que quelqu'un extérieur au couple avait fait ouvrir une ligne téléphonique au nom de Bruce Perry sur le campus de Stanford au moment de leur présence. La meilleure amie d'Arlis et la mère de Bruce ont donc appelé ce numéro par erreur. Arlis a alors décidé d'appeler le numéro elle-même.
Le 27 septembre 1974, Arlis écrit une lettre à son amie à ce sujet :
« 
Ton appel à Bruce Perry m'a bien fait rire. Mme Perry a fait la même erreur. Elle les a appelés également. Ce qui est encore plus étonnant c'est que non seulement il s'appelle Bruce Perry mais aussi Bruce D. Perry, mais encore plus car c'est Bruce Duncan Perry et il étudie à Stanford et il s'est marié cet été. Toutefois, sa femme ne se prénomme pas Arlis. Quoi qu'il en soit, la prochaine fois que tu as envie de nous appeler, le numéro est ..... Ainsi, tu tomberas sur le bon Bruce Perry.
 »

## Bruce Perry
Bruce D. Perry, s'est remarié et est devenu clinicien et chercheur en santé mentale des enfants et en neurosciences, et demeure un spécialiste international sur les enfants en crise,.

## Médias
Cette affaire a été présentée de manière détaillée, ainsi que les meurtres de John Getreu, dans un épisode de février 2020 de Casefile True Crime Podcast[réf. souhaitée].
Elle est également évoquée dans un épisode de la série Les fils de Sam, l'horreur sans fin diffusée sur Netflix en 2021.

## Voir également
- Liste de meurtres non résolus (XXe siècle) (en anglais)